# 리가트네시

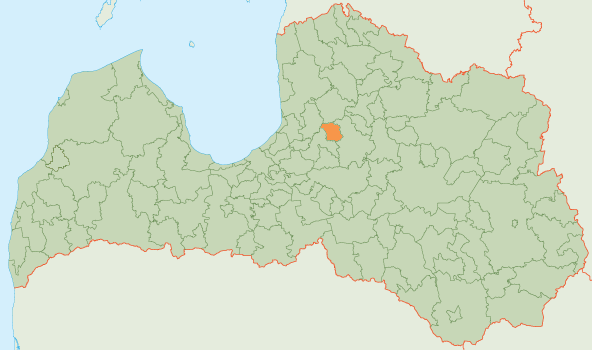
리가트네 시의 위치

리가트네시(라트비아어: Līgatnes novads)는 라트비아의 지방 자치체로 행정 중심지는 리가트네이며 면적은 167.7km2, 인구는 4,063명(2009년 기준), 인구 밀도는 24명/km2이다. 1개 도시, 1개 교구를 관할한다.

## 같이 보기
- 라트비아의 행정 구역